# パンコラー

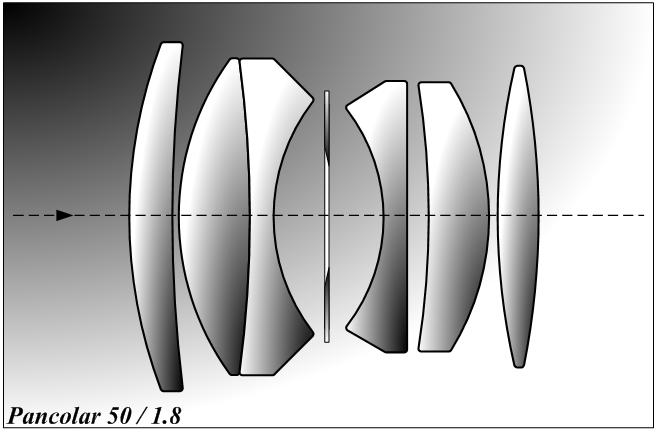
構成図

パンコラー（Pancolar ）はドイツ民主共和国（東ドイツ）のカール・ツァイスがダブルガウス型大口径標準レンズに使っていたレンズブランドである。パンカラーと表記される場合もある。